# جينيفيف إل. هاتشينسون
جينيفيف إل. هاتشينسون (بالإنجليزية: Genevieve L. Hutchinson)‏ (10 أغسطس 1883، بروكلين في الولايات المتحدة - 1 فبراير 1974)؛ كاتِبة وشاعرة أمريكية.